# 何塞·马蒂

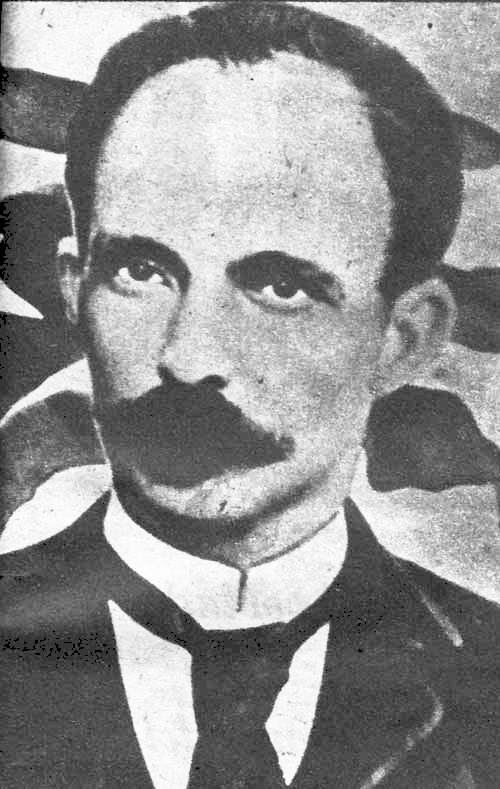
何塞·马蒂

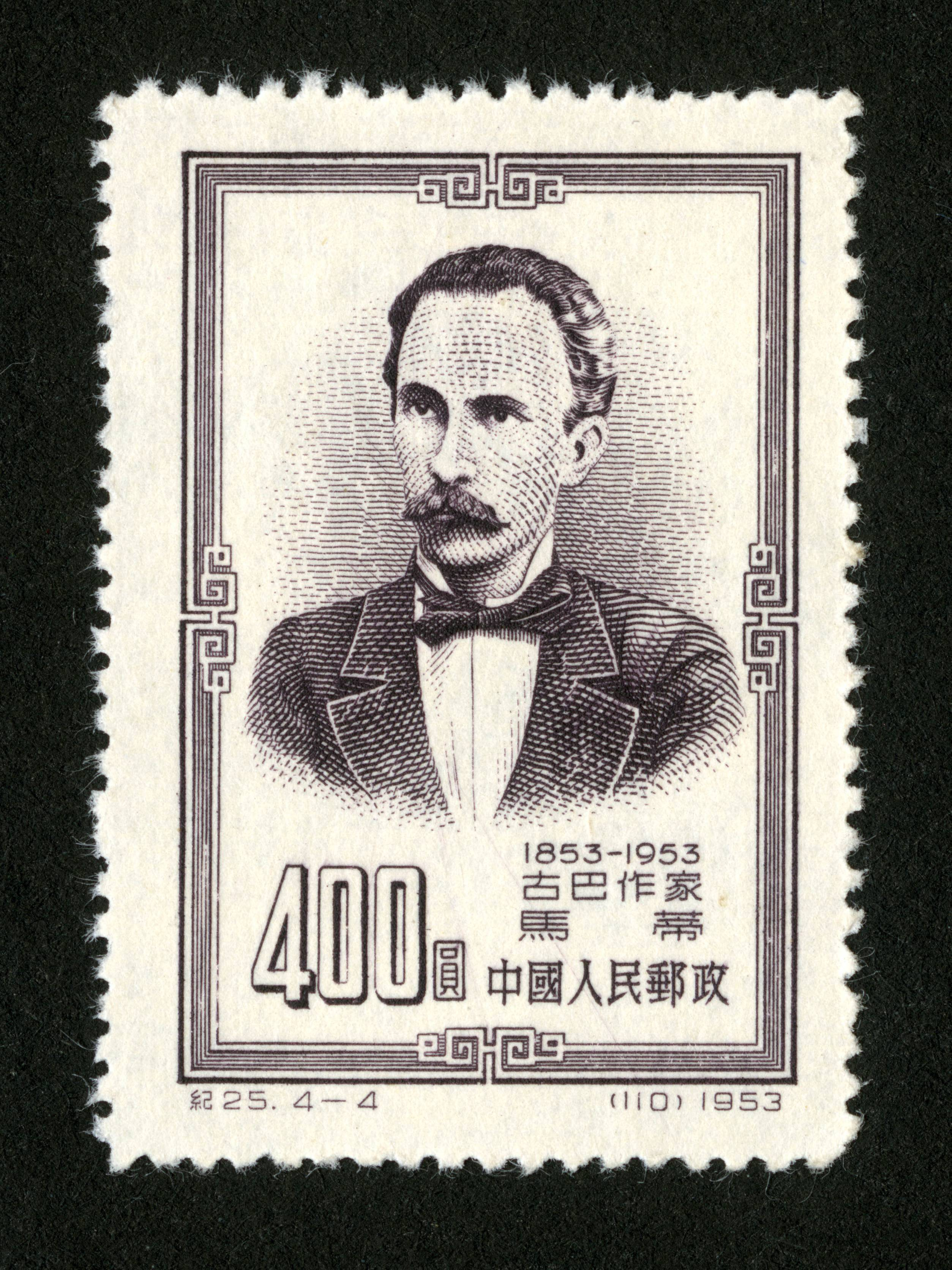
中国纪念邮票：古巴作家马蒂

何塞·胡利安·马蒂·佩雷斯（西班牙語：José Julián Martí Pérez；1853年1月28日—1895年5月19日），古巴民族英雄、独立战争领袖、诗人，被尊稱為“獨立的使徒”。

## 生平
1868年开始参加民族独立运动，先后创办了《自由祖国》《祖国报》，宣扬革命独立。
1870年被捕罚作苦役，次年流放西班牙；期间学习法律和哲学；并用诗歌表达反对西班牙殖民主义。
1878年回到古巴继续反对殖民统治，失败后流亡美國紐約。19世纪80年代奔走美洲，准备独立战争；1892年领导成立古巴革命党，何塞·马蒂当选为党的首领。

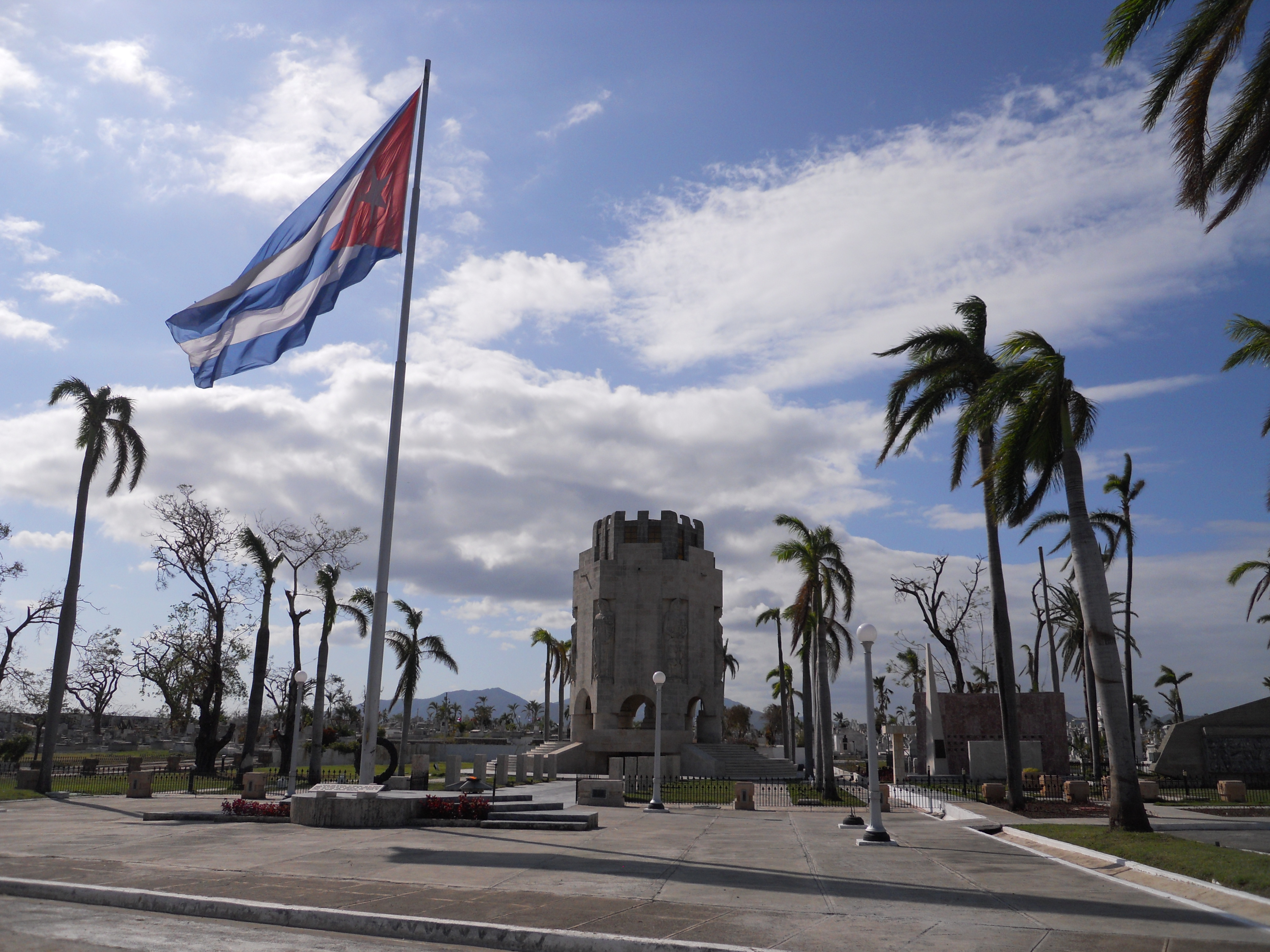
何塞·馬蒂在聖伊菲热尼亚公墓中的陵墓

1894年率领武装小队登陆古巴失败。1895年领导发动古巴独立战争，4月率众再次在东海岸登陆，6月中阵亡。
古巴首都哈瓦那的革命广场上有何塞·马蒂的大理石雕像。

## 著作
著有诗作《纯朴的诗》（1882年）《自由诗》等。

## 纪念命名
- 何塞·马蒂国际机场
- 何塞·马蒂先锋组织
- 何塞·马蒂纪念碑
- 马蒂广播电视台